# Цензура (психология)
Цензура е понятие в психоанализата, описващо психическо образувание, функциониращо като преграда между отделните структури на психичния апарат, изместваща тенденция, която пречи на реализацията на несъзнателните импулси на човека.